# Järvikäinen (Överkalix socken, Norrbotten)
Järvikäinen är en sjö i Överkalix kommun i Norrbotten och ingår i Kalixälvens huvudavrinningsområde.